# Paripurno
Paripurno is een bestuurslaag in het regentschap Magelang van de provincie Midden-Java, Indonesië. Paripurno telt 3025 inwoners (volkstelling 2010).